# Tadeusz Stryjakiewicz
Tadeusz Stryjakiewicz (ur. 1954) – polski geograf.

## Życiorys
W 1973 ukończył z wyróżnieniem Liceum Ogólnokształcące im. Powstańców Wielkopolskich w Wągrowcu.
W latach 1973-1977 odbywał studia na Uniwersytecie im. Adama Mickiewicza w Poznaniu (Wydział Biologii i Nauk o Ziemi). Podczas studiów brał udział w pracach Studenckiego Koła Naukowego Geografów im. Stanisława Pawłowskiego. Tytuł magistra w zakresie geografii ekonomicznej otrzymał z wyróżnieniem w 1977 (praca magisterska pt. „Czynniki lokalizacji i rozmieszczenie przemysłów cukrowniczego, ziemniaczanego, spirytusowego i drożdżowego” napisana została pod kierunkiem prof. dra hab. Zbyszka Chojnickiego). 
W latach 1977-1986 był asystentem i starszym asystentem w Instytucie Geografii UAM w Poznaniu. W latach 1976-78 odbył Studium Kultury i Turystyki na Wydziale Historycznym UAM w Poznaniu. Stopień doktora uzyskał na Wydziale Nauk Geograficznych i Geologicznych macierzystej uczelni w 1986 na podstawie rozprawy pt. „Czynniki lokalizacji i funkcjonowania przemysłu rolno-spożywczego oraz jego struktura przestrzenna w regionie poznańskim”, napisanej pod kierunkiem prof. dra hab. Zbyszka Chojnickiego. Rozprawa ta otrzymała nagrody Rektora UAM i Komisji Przemian Przemysłu Międzynarodowej Unii Geograficznej. 
W latach 1986-2000 był adiunktem w Instytucie Geografii Społeczno-Ekonomicznej i Gospodarki Przestrzennej UAM (obecnie: Wydział Geografii Społeczno-Ekonomicznej i Gospodarki Przestrzennej UAM). W latach 1993-1994 pracował, jako specjalista w Biurze Planowania Regionalnego CUP w Poznaniu, w okresie 1999-2002 prowadził wykłady w Wyższej Szkole Bankowej w Poznaniu, a w latach 2001-2007 w Katedrze Polityki Gospodarczej i Planowania Rozwoju Akademii Ekonomicznej w Poznaniu (obecnie: Uniwersytet Ekonomiczny w Poznaniu). W 2000 uzyskał habilitację na podstawie rozprawy pt. „Adaptacja przestrzenna przemysłu w Polsce w warunkach transformacji", za którą otrzymał nagrodę MEN. W latach 2001-2009 był profesorem nadzwyczajnym UAM, a od 2009 jest profesorem zwyczajnym. W latach 1999-2002 pełnił funkcję zastępcy dyrektora Instytutu Geografii Społeczno-Ekonomicznej i Gospodarki Przestrzennej UAM ds. dydaktycznych, w latach 2002-2005 prodziekana Wydziału Nauk Geograficznych i Geologicznych, a w latach 2005-2008 oraz 2012-2016 dyrektora Instytutu Geografii Społeczno-Ekonomicznej i Gospodarki Przestrzennej UAM.
Był stypendystą Fundacji na Rzecz Nauki Polskiej i Fundacji Volkswagena. Odbył staże zagraniczne na Uniwersytecie Kairskim, Uniwersytecie im. Johanna Wolfganga Goethego we Frankfurcie nad Menem oraz w Szkole Studiów Slawistycznych i Wschodnioeuropejskich University College w Londynie. Był również wykładowcą, wizytującym na Uniwersytecie im. Erazma w Rotterdamie oraz prowadził wykłady gościnne na kilku uniwersytetach zagranicznych.
Jego zainteresowania naukowe to: organizacja przestrzenna działalności gospodarczej (zwłaszcza przemysłu i usług finansowych) i jej zmiany, proces globalizacji i jego wpływ na rozwój regionalny i lokalny, innowacyjność gospodarki, jej uwarunkowania i przestrzenne zróżnicowanie, polityka regionalna a wyzwania gospodarki opartej na wiedzy, współpraca regionalna w polsko-niemieckim obszarze przygranicznym; a w ostatnim czasie, w związku z realizowanymi projektami badawczymi, również rozwój sektora kreatywnego w regionach metropolitalnych Europy, „kurczące się” miasta oraz strategie rozwoju na poziomie lokalnym i regionalnym.
Brał udział w takich projektach badawczych jak:
- Monitoring Regionalnej Strategii Innowacji dla Wielkopolski (projekt realizowany na zlecenie Poznańskiego Parku Naukowo-Technologicznego Fundacji UAM i Urzędu Marszałkowskiego Województwa Wielkopolskiego we współpracy z Akademią Ekonomiczną oraz Uczelnianym Centrum Innowacji i Transferu Technologii UAM; lata 2004-2006);
- The influence of foreign investors on regional and local development (projekt finansowany przez GlaxoSmithKline, lata 2005-2008, kierownik zespołu);
- Profile miejskie – Poznań (projekt badawczy Urzędu Miasta w Poznaniu nr RON.V-3420, 2009 rok, kierownik zespołu);
- Small-Scale European Integration through Cross-Border-Cooperation (SEICOP) (projekt w ramach programu Erasmus LLP; 2009-2011; kierownik zespołu polskiego);
- Accommodating Creative Knowledge (ACRE): Competitiveness of European Metropolitan Regions within the Enlarged Union (wykorzystanie kreatywnej wiedzy: Konkurencyjność europejskich regionów metropolitalnych w rozszerzonej Unii – międzynarodowy projekt badawczy realizowany w ramach 6 Programu Ramowego Unii Europejskiej; kontrakt nr 028270, lata 2006–2010, kierownik zespołu polskiego);
- Cities Regrowing Smaller (CIRES) – Fostering Knowledge on Regeneration Strategies in Shrinking Cities across Europe (międzynarodowa Akcja COST – Europejski Program Współpracy w Dziedzinie Badań Naukowo-Technicznych, grant nr TU0803, lata 2009–2013, kierownik zespołu polskiego);
- Propagowanie wiedzy na temat strategii regeneracji w „kurczących się” miastach Europy (grant Ministerstwa Nauki i Szkolnictwa Wyższego nr 737/N-COST/2010/0, lata 2010-2014, kierownik zespołu);
- RurAction - Social Entrepreneurship in Structurally Weak Rural Regions: Analysing Innovative Troubleshooters in Action (grant w programie Horyzont 2020, MSCA-ITN, lata 2017-2020, kierownik polskiego zespołu);
- Przestrzenny wymiar (r)ewolucji na rynku samochodowym w Polsce / Spatial dimension of (r)evolution on the car market in Poland (Narodowe Centrum Nauki, 2016/23/B/HS4/00710, lata 2017-2021, kierownik zespołu);
- RE-CITY - Reviving shrinking cities –innovative paths and perspectives towards livability for shrinking cities in Europe (Horizon 2020, MSCA-ITN, lata 2019-2022, członek zespołu);

Jest autorem lub współautorem ponad 220 publikacji naukowych (z czego ponad 70 w wydawnictwach obcojęzycznych, m.in.: Wiley-Blackwell, Ashgate, Routledge, de Gruyter), w tym: 8 książek i 131 artykułów, jest również redaktorem naukowym lub współredaktorem 11 prac zbiorowych oraz autorem 10 map w Atlasie Rzeczypospolitej Polskiej. Sporządził lub doradzał przy tworzeniu licznych raportów i ekspertyz, m.in. dla Urzędu Marszałkowskiego Województwa Wielkopolskiego.
Pełni lub pełnił takie funkcje jak:
- Członek Centralnej Komisji ds. Stopni i Tytułów;
- Członek Komitetu Nauk Geograficznych PAN;
- Członek Rady Naukowej Instytutu Geografii i Przestrzennego Zagospodarowania PAN w Warszawie;
- Członek Zespołu Problemowego ds. Polityki Regionalnej i Przestrzennej Polski i Europy w Komitecie Przestrzennego Zagospodarowania Kraju PAN;
- Dyrektor Instytutu Geografii Społeczno-Ekonomicznej i Gospodarki Przestrzennej na Wydziale Nauk Geograficznych i Geologicznych UAM (obecnie: Wydział Geografii Społeczno-Ekonomicznej i Gospodarki Przestrzennej UAM);
- Przewodniczący Rady Naukowej Centrum „Instytut Wielkopolski”;
- Przewodniczący Grupy Sterującej Ewaluacją Wielkopolskiego Regionalnego Programu Operacyjnego na lata 2014-2020, Urząd Marszałkowski Województwa Wielkopolskiego;
- Redaktor Quaestiones Geographicae, Seria Human Geography and Spatial Management;
- Członek Prezydium Polsko-Niemieckiej Komisji Podręcznikowej[8][9][10].